# Dataganj
Dataganj é uma cidade e uma nagar panchayat no distrito de Budaun, no estado indiano de Uttar Pradesh.

## Geografia
Dataganj está localizada a 28° 02′ N, 79° 24′ L. Tem uma altitude média de 158 metros (518 pés).

## Demografia
Segundo o censo de 2001, Dataganj tinha uma população de 21,672 habitantes. Os indivíduos do sexo masculino constituem 53% da população e os do sexo feminino 47%. Dataganj tem uma taxa de literacia de 50%, inferior à média nacional de 59.5%: a literacia no sexo masculino é de 57% e no sexo feminino é de 41%. Em Dataganj, 20% da população está abaixo dos 6 anos de idade.